# Лунно-солнечный календарь
Лунно-солнечный календарь — календарь, в основе которого лежит периодичность видимых движений Луны и Солнца.

## Теория календаря
Продолжительность синодического месяца в среднем составляет 29,53059 суток, а тропического года — 365,24220. Таким образом, один тропический год содержит в себе 12,36827 синодических месяцев. Значит, календарный год может состоять или из 12 (обычный год), или из 13 (эмболисмический год — от др.-греч. ἐμβολή — вторжение) календарных месяцев, причём месяцы в году чередуются, чтобы дни месяца как можно лучше попадали на одни и те же фазы Луны. Для того, чтобы средняя продолжительность календарного года была близка к продолжительности тропического года, необходима система вставки дополнительных месяцев. Для её определения можно разложить дробную часть продолжительности тропического года в синодических месяцах в цепную дробь:
{\displaystyle 0{,}36827={\frac {36827}{100000}}={\frac {1}{2+{\frac {1}{1+{\frac {1}{2+{\frac {1}{1+{\frac {1}{1+{\frac {153}{2543}}}}}}}}}}}}}.
Обрывая эту дробь на разных стадиях деления, можно получить следующие правила для введения продолженных годов разной точности:
{\displaystyle {\frac {1}{2}};{\frac {1}{3}};{\frac {3}{8}};{\frac {4}{11}};{\frac {7}{19}};{\frac {123}{334}};...},
где знаменатель указывает число лет в календарном цикле, а числитель — число эмболисмических лет в этом цикле. С древних времён использовались циклы 3/8 и 7/19.
Восьмилетний цикл, или «октаэтерида», использовался в древнем Вавилоне, и Греции, где, по-видимому, независимо был предложен древнегреческим астрономом Клеостратом, а также в других странах. В октаэтериде принимается 8 тропических лет = 2922 дням = 99 синодическим месяцам. В действительности, продолжительность 99 синодических месяцев равна 2923,53 дням, что даёт ошибку календаря в 1,53 дня за 8 лет.
Девятнадцатилетний цикл часто называют метоновым, по имени предложившего его древнегреческого астронома Метона, хотя сам цикл был известен задолго до Метона в Вавилонии и Китае. Погрешность метонова цикла составляет 0,08685 суток за 19 лет, то есть сутки примерно за 219 лет.
Лунно-солнечный календарь унаследовал от лунного календаря как достоинства, так и недостатки. Несмотря на то, что по фазам Луны достаточно просто вести счёт времени, но сама продолжительность синодического месяца непрерывно меняется в пределах от 29d6h15m до 29d19h12m. Причиной этому является довольно сложное движение Луны по орбите.
Начало месяца в лунно-солнечных, как и в лунных календарях, приходится на неомению, то есть на первое появление молодой Луны в лучах заходящего Солнца. Это событие легко наблюдаемо, в отличие от новолуния. Неомения происходит через 2—3 дня после новолуния. Причём это время меняется в зависимости от времени года, широты наблюдателя и текущей продолжительности синодического месяца. Из-за этого невозможно как вести один и тот же календарь, основанный на наблюдении Луны, в разных странах, так и пользоваться простым календарём из 29- и 30-дневных месяцев. Календарь, введённый по какой-либо системе будет неизбежно расходиться с реальным движением Луны, хотя, с той или иной точностью, будет в среднем этому движению соответствовать.

## Лунно-солнечные календари
- Ачинский Календарь
- Ассирийский календарь
- Буддийский календарь
- Вавилонский календарь
- Вьетнамский календарь
- Древнеперсидский календарь
- Древнеславянский календарь
- Древнегреческий календарь
- Еврейский календарь
- Китайский календарь
- Рапануйский календарь, остров Пасхи
- Римский календарь
- Шумерский календарь

## Археология
- В Добропольском районе Донецкой области Украины в одном из курганов эпохи поздней бронзы (XIII век до н. э.), относящемся к срубной культуре, была обнаружена перекрывавшая захоронение каменная плита весом около 150 кг, испещрённая лунками и проточенными чёрточками. Возможно, она является древним лунно-солнечным календарём, так как количество лунок на этой плите соответствует циклам Солнца, а количество чёрточек — циклам Луны[2][3].
- Солнце, Луна и 32 звезды (в том числе скопление Плеяды) изображены на бронзовом диске из Небры (1600—1560 года до н. э.)[4].
- Вероятно, лунно-солнечным календарём является обнаруженный в 1972 году на Ачинской стоянке в Северо-Минусинской котловине вырезанный из бивня мамонта жезл со спиральным узором из змеевидных полос и 1065 лунок, датированный возрастом около 18 тыс. лет[5][6].